# 법성고등학교
법성고등학교(法聖高等學校)는 대한민국 전라남도 영광군 법성면 대덕리에 있는 공립 고등학교이다.

## 학교 연혁
- 1945년 11월 20일 : 사립 법성수산중학교 개교
- 1947년 5월 27일 : 사립 법성실업고급중학교로 개명
- 1951년 8월 31일 : 사립 법성상업고등학교 인가(6학급)
- 1978년 3월 15일 : 공립 법성상업고등학교로 전환
- 1982년 2월 26일 : 법성면 대덕리 신축 교사 준공
- 1994년 9월 7일 : 15학급 인가
- 2004년 3월 1일 : 법성고등학교로 교명 변경
- 2016년 12월 1일 : 기숙사(인의학사) 준공
- 2024년 3월 1일 : 제22대 고은영 교장 취임
- 2025년 1월 8일 : 제74회 졸업(26명) 졸업생수 총 10.242명

## 설치 학과
- 인터넷쇼핑몰과
- 보건경영과

## 참고 자료
- 법성고등학교 - 한국교육학술정보원 학교알리미